# Dicyclophora
Dicyclophora là chi thực vật có hoa trong họ Apiaceae.